# Angelo Olivieri
Angelo Olivieri (Genova, 9 gennaio 1878 – La Spezia, 10 febbraio 1918) è stato un marinaio italiano.

## Biografia
Angelo Olivieri nacque a Genova il 9 gennaio 1878.
Nel 1897 divenne Guardiamarina si imbarcò prima sulla pirofregata Regina Maria Pia e in seguito, nel 1898, sull'ariete torpediniere Elba in partenza per il Mar Cinese e durante gli addestramenti raggiunse vari porti del Giappone e della Cina.
Durante la rivolta dei Boxer del 1900, comandò 12 marinai alla difesa della Missione Cattolica del Beitang, riuscendo a difenderla assieme a dei marinai francesi per oltre due mesi da un durissimo assedio e continui assalti. La valorosa difesa dei suoi marinai contribuì nettamente alla difesa della Missione. Venne insignito con Medaglia d'oro al valor militare, nel 1902 rimpatriò e fu promosso a Tenente di Vascello. Partecipò alla Guerra italo-turca imbarcato sulla corazzata Roma con l'incarico di Direttore del Tiro.
Durante la prima guerra mondiale comandò una torpediniera e quando ricevette il grado di Capitano di Corvetta un treno armato.
Morì a La Spezia il 10 febbraio 1918.

## La difesa della Missione di Beitang
Angelo Olivieri fu a capo di 12 marinai italiani che si occuparono della difesa della Cattedrale di Beitang poco lontano dalle legazioni straniere a Pechino durante l'assedio delle legazioni.
La resistenza era composta da marinai italiani e marinai francesi. Durante la difesa rimase sotterrato da delle macerie in seguito all'esplosione di una mina cinese che provocò la morte di alcuni marinai italiani e di un centinaio di cinesi cattolici. L'assedio durò dal 14 giugno al 16 agosto del 1900 quando i soldati giapponesi attaccarono gli assalitori e la missione si poteva dire liberata. Alla fine dell'assedio dei 12 marinai ne morirono 6 e il comando dell'operazione valse a Olivieri la Medaglia d'oro al valor militare.
La difesa è stata raccontata in una relazione dallo stesso Olivieri scritta durante l'assedio.

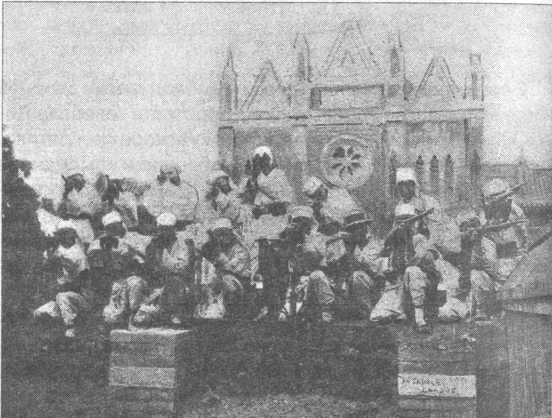
I difensori della Chiesa di Beitang